# WorkNC
WorkNC es un software de fabricación asistida por computadora desarrollado por Sescoi para el mecanizado en 2, 2.5, 3, 3+2 y 5-ejes. Es utilizado por más del 25% de empresas en países exigentes como Japón y se caracteriza por priorizar las funciones automáticas, la fiabilidad y la facilidad de uso desde sus inicios en 1988. WorkNC-CAD fue introducido en 2002, convirtiendo WorkNC en un producto CAD/CAM completo, uno de los líderes mundiales en este campo. Los usuarios habituales de WorkNC pertenecen a las siguientes industrias: automoción, aeroespacial y defensa, ingeniería, medicina y dental, utillajes, fabricación de moldes y  matrices. La formación y soporte técnico de WorkNC se proporciona desde oficinas en España, Francia, Alemania, Reino Unido, Estados Unidos, Japón, India, China y Corea así como más de 50 distribuidores en todo el mundo.

## Historia

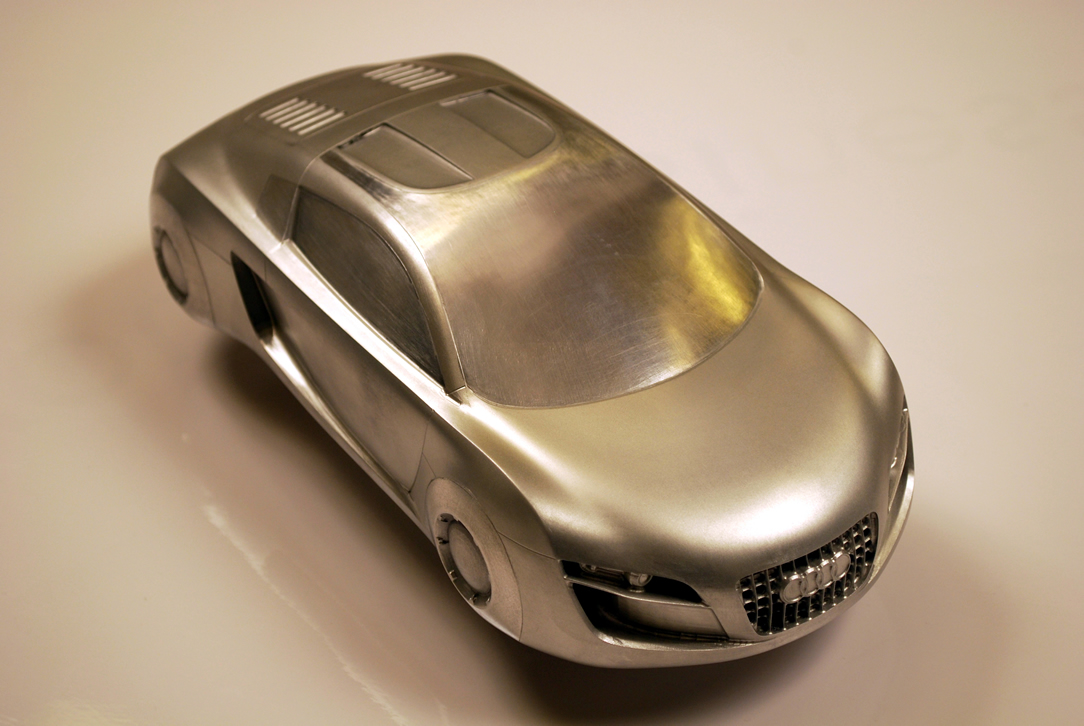
Prototipo de automóvil Audi, mecanizado con WorkNC.

La primera versión del software CAM WorkNC fue lanzada por Sescoi en 1988. Los creadores del producto fueron Bruno Marko, presidente de Sescoi, y Gerard Billard, Director de I+D e Innovación. A finales de los años 80, la programación CNC (Control numérico por computadora) para la fabricación de piezas complejas era un proceso difícil y lento. Fue ese el momento en que Sescoi identificó la necesidad de desarrollar un software CAM de 3 ejes y fue pionera con el lanzamiento de WorkNC, un nuevo software CAM, fiable y automático. A lo largo de los años Sescoi ha mantenido la filosofía original de WorkNC : acelerar el cálculo de trayectorias de herramienta, asegurar máxima fiabilidad para facilitar el mecanizado en materiales duros, y maximizar la automatización y facilidad de uso para que la programación pueda ser realizada también a pie de máquina. Automatización es un tema recurrente a lo largo de la historia de desarrollo del producto. Según Bruno Marko, “El objetivo de WorkNC siempre ha sido ser lo más parecido posible a un CAM de ‘botón único’.
El Grupo Salomon, actualmente Amer Sports, fue el primer cliente que usó WorkNC en 1988 y lo sigue usando tras 20 años para fabricar botas de nieve y material deportivo. La demanda de WorkNC se disparó y Sescoi abrió oficinas en Estados Unidos en 1991, Alemania y Japón en 1995, Reino Unido en 1997, España en 2002, además de India, China y Corea.
Sescoi lanzó WorkNC-CAD en 2002 y WorkNC 5-ejes en 2003. WorkNC G3, la tercera generación del producto, con una interfaz de usuario CAD/CAM integrada e intuitiva, fue lanzado en el 2007. 
En el 2008 Sescoi lanzó WorkXPlore 3D, un visualizador colaborativo para analizar y compartir ficheros CAD 3D sin necesidad de disponer de la aplicación CAD original.
En el 2009 la empresa lanzó WorkNC Dental, un software CAD/CAM para el mecanizado automático de prótesis dentales, implantes o estructuras en 3 y 5 ejes, así como WorkNC Wire EDM, un software para realizar Electroerosión por hilo.

## Funciones disponibles
Las principales funciones disponibles en WorkNC incluyen:
- Detección y gestión automática de las geometrías y de las zonas de mecanizado
- Ses para el mecanizado de alta velocidad
- Stock definido completamente por el usuario (bloque, CAD, STL)
- Gestión dinámica del stock en 3 y 3+2 ejes (actualización de la senda en tiempo real)
- Control completo de las colisiones de la herramienta y del portaherramientas con actualización automática del stock
- Potente editor de sendas
- Representación virtual de la máquina herramienta en 3D y simulación del mecanizado (edición dinámica de puntos y vectores)
- Amplia biblioteca de herramientas y portaherramientas (gestión de los componentes del portaherramientas)
- Generación automática de documentación HTML para el taller
- Los tiempos previstos de cálculo y de mecanizado pueden ser exportados a WorkPLAN, el software ERP de Sescoi
- Secuencias de mecanizado predefinidas por el usuario para un mecanizado automático
- Mecanizado a partir de archivos STL y de nubes de puntos
- Cálculos en modo batch (procesamiento por lotes)
- Amplio generador de postprocesador (NURBS, ciclos, interpolación circular...)

### Sendas de desbaste
- Sendas de desbaste global[7] y remecanizado de desbaste pensadas y optimizadas para el mecanizado de alta velocidad
- Variedad de sendas específicas con movimientos trocoidales,[8] en espiral o de sumergido (alto volumen)
- Estrategias de desbaste con control de las colisiones de la herramienta y del portaherramientas y actualización automática del stock
- Cálculos y mecanizado automáticos de la materia restante a partir del stock dinámico
- Sendas de remecanizado que permiten un mecanizado automático de la materia restante con herramientas cada vez más pequeñas

### Sendas de acabado
- Gran variedad de sendas de acabado optimizadas para el mecanizado de alta velocidad
- Acabado de niveles de Z, acabado paralelo, acabado de superficies planas, acabado por contorneo, acabado de cantos
- Acabado automático de la materia restante con una secuencia de herramientas cada vez más pequeñas
- Visualización de la materia restante en 3D
- Posible conversión automática en 5 ejes

### Sendas de 2 y 2.5 Ejes
Variedad de estrategias 2 y 2½ ejes, incluyendo: 
- Mecanizado de cajeras, sendas por contorneo, mecanizado de curvas, grabado, mecanizado de aristas, revestimiento, taladrado, roscado...
- Módulo automático de taladrado
- Reconocimiento automático de los rasgos, selección de secuencias de taladrado predefinidas, operaciones de taladrado automáticas, gestión del taladrado de agujeros profundos y de agujeros concurrentes
- Postprocesadores hechos a medida

### Sendas de 5 Ejes
- Conversión automática de sendas 3 ejes en sendas 5 ejes gracias al módulo "Auto 5"[9]
- Gran variedad de sendas 4 y 5 ejes simultáneas[10]
- 5 ejes rodando,[11] acabado paralelo,[12] mecanizado de álabes en espiral, mecanizado de turbinas,[13] mecanizado de tubos, mecanizado láser...
- Control de las colisiones y gestión de los límites de la máquina

## Formatos CAD leídos
WorkNC puede importar archivos CAD de los siguientes formatos: DXF, STEP, IGES, CATIA V4 & V5, Unigraphics, SolidWorks, SolidEdge, Pro/E, Parasolid, STL, etc 

## Productos complementarios

### WorkNC Dental

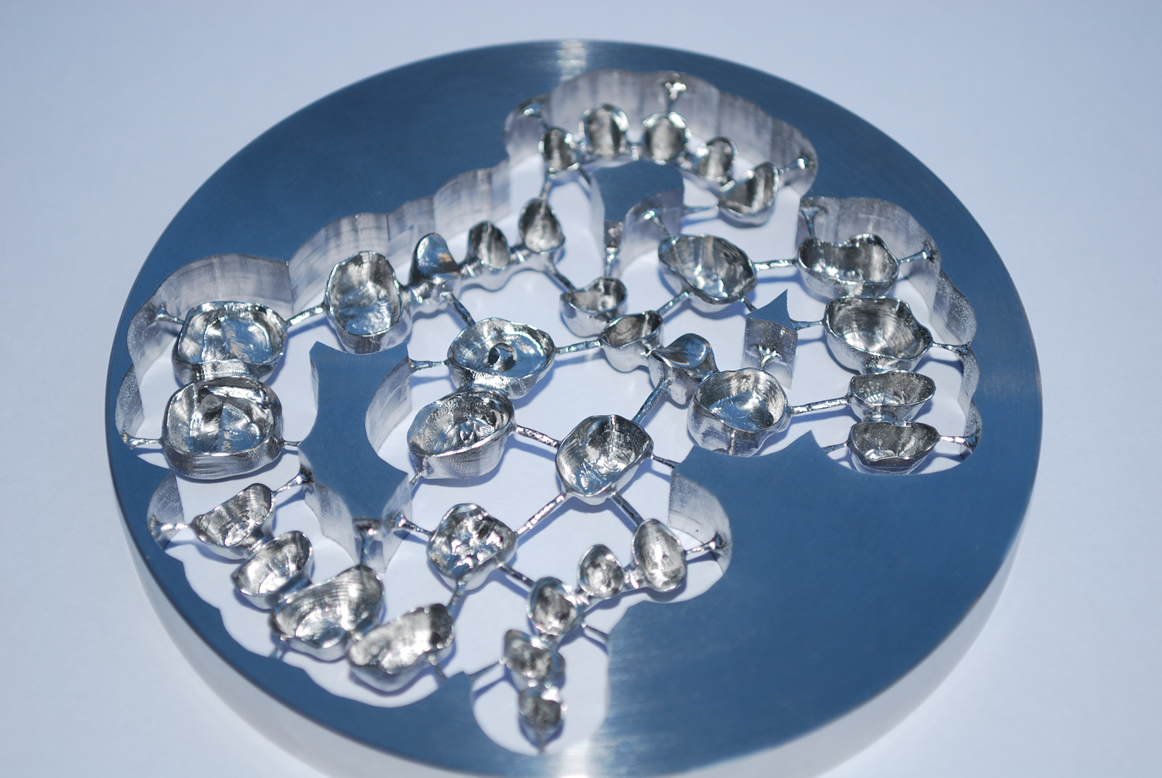
Disco de Cromo-cobalto con coronas para implantes dentales mecanizadas usando WorkNC Dental CAD/CAM

WorkNC Dental es el software CAM/CAD Dental de Sescoi para mecanizar automáticamente prótesis, implantes, puentes o estructuras gracias a sendas optimizadas en 3 y 5 ejes.
Este producto permite reducir en gran medida los ciclos de tiempo de producción gracias al uso de procesos avanzados de mecanizado, con un acabado de alta calidad que no necesita ningún retoque manual.
La interfaz gráfica de WorkNC Dental es sencilla y fácil de utilizar. Ha sido especialmente diseñada por técnicos dentales y protésicos que no son expertos en tecnologías de mecanizado. WorkNC Dental comprende una amplia variedad de procesos automatizados e interactivos que ayudan al usuario a elegir el área de mecanizado, añadir ejes de apoyo o ejecutar el mecanizado propiamente dicho durante el proceso de preparación para el mecanizado de la pieza.
A partir de archivos STL y archivos CAD nativos dentales, WorkNC Dental es capaz de ensamblar y orientar los diversos elementos protésicos, insertar automáticamente puntos de apoyo, aplicar identificaciones automáticas a los soportes de mecanizado y tener en cuenta la contracción como consecuencia de la cocción de materiales a base de cerámica como la alúmina o el dióxido de zirconio. Los asistentes de mecanizado y de creación de gamas personalizadas seleccionan las herramientas automáticamente y añaden las sendas específicamente concebidas para los diferentes tipos de materiales de implante como el cromo-cobalto, el titanio y la zirconia, así como los tipos de prótesis como las coronas y los puentes. Además, es posible usar sendas automáticas de 5 ejes que permiten utilizar herramientas más cortas y rígidas, así como el acabado de piezas en una sola operación. El software tiene en cuenta la cinemática de la máquina e inserta automáticamente movimientos de reposicionamiento para poder llegar a cualquier parte de la pieza sin ninguna colisión. Los algoritmos garantizan que cada prótesis se fabrique con precisión y alta calidad de acabado. Las sendas automatizadas permiten a los técnicos que no están familiarizados con las tecnologías de mecanizado obtener rápidamente los resultados deseados.

### WorkNC Wire EDM (electroerosión por hilo)
WorkNC Wire EDM, un software para realizar Electroerosión por hilo. Las ventanas del software guían al usuario para realizar extracciones de secciones, listas para mecanizado en 2 o 4 ejes. También pueden usarse las superficies 3D del modelo.
Incluye verificación gráfica para detectar automáticamente posibles colisiones y el máximo ángulo del hilo posible en cada máquina de electroerosión.

### WorkNC MPM (mecanizado de piezas múltiples)
WorkNC MPM es un módulo CAD/CAM que permite a los usuarios mecanizar múltiples piezas de forma simultánea en la misma máquina. Los operadores deben afrontar problemas debidos a los múltiples cambios de herramienta (gestión de colisiones, tiempo perdido y falta de precisión). WorkNC MPM elimina estos problemas y aporta ganancias de productividad al reducir los cambios de herramienta y operaciones. No es necesario programar ni hace falta definir datos de coordenadas de cada pieza.
Los problemas debidos a numeración incorrecta de herramientas son eliminados, y no hay colisión entre las piezas.
El uso de palés predefinidos asegura un mecanizado rápido y seguro. MPM puede considerar una carga completa de electrodos en un palé como una sola pieza, usando cada herramienta en todos los electrodos uno tras otro. MPM automáticamente determina la altura de seguridad requerida encima del electrodo más alto y la vista gráfica permite identificar cualquier posible problema.

### WorkNC LMP (proceso de mecanizado en capas)
WorkNC LMP es un módulo CAD/CAM para mecanizar piezas sobre la base de capas, una técnica habitual para mecanizar cavidades profundas y estrechas.
El proceso de mecanizado por capas, usando máquinas de F. Zimmermann, opera mecanizando sucesivamente planchas de plástico o aluminio. Después de cada pase de mecanización, se une una nueva plancha a la anterior, lista para el próximo pase, combinando así las ventajas de los procesos generativos de prototipado rápido con el mecanizado convencional. La máquina puede funcionar sin asistencia humana y no se necesita dedicar mucho trabajo a la preparación de las planchas ni a la carga del almacén de herramientas. 
WorkNC-LMP realiza una división completamente automática del modelo en capas, y aplica todas las estrategias especializadas, inclusive el mecanizado de ranuras adhesivas, alturas de las capas y rugosificación de superficies. Prácticamente con sólo apretar un botón, se realiza la programación del centro de mecanizado por capas.  El programador entra todos los parámetros para efectuar el proceso, es decir, el tamaño, el espesor y la cantidad de planchas, el tiempo y la presión para el proceso de pegado y el nivel de vacío. Luego determina cuáles son las sendas de mecanizado y de pegado que se deben generar, calcular y posprocesar, y por último verifica gráficamente las sendas. El módulo crea automáticamente toda la información necesaria para lograr un uso óptimo de la máquina. Para finalizar, WorkNC-LMP produce el código, necesario para controlar automáticamente la totalidad de la máquina.

### WorkNC-CAD
WorkNC-CAD es un software CAD de fabricación que gestiona superficies y sólidos.
WorkNC-CAD se incluye como un componente estándar integrado de WorkNC sin coste adicional, pero también está disponible como un programa de diseño independiente. Cuando se utiliza en su forma independiente en oficinas técnicas, WorkNC-CAD ofrece a las empresas de moldes y herramientas un producto uniforme para todo el proceso de fabricación.
Cuando está integrado a WorkNC, proporciona todo lo que se necesita para la concepción y la fabricación de moldes y herramientas sin tener que subcontratar o utilizar aplicaciones adicionales. 
WorkNC-CAD dispone de funciones de análisis de moldes, modelado 3D sólido y de superficies, transformación de superficies para la reparación de cavidades simples o complejas, reconocimiento automático de rasgos 2D y definición de ciclos para el taladrado, el remachado, el escariado y el roscado, separación automática punzón/cavidad de los moldes y módulo avanzado para la creación de electrodos.

### WorkXPlore 3D
WorkXPlore 3D un software visualizador que permite analizar y compartir archivos CAD 3D y 2D. sin necesidad de la aplicación CAD original. Es un programa diseñado para usuarios que no son expertos en CAD y es muy fácil de utilizar para visualizar cualquier tipo de ficheros 2D/3D. WorkXPlore permite realizar todo tipo de mediciones en piezas 3D y ofrece unas características de análisis avanzadas que le permiten determinar zonas con negativos, superficies planas, espesor, volúmenes, superficies, peso y también realizar visualizaciones dinámicas. Los diseños 2D no son necesarios ya que puede añadir directamente al modelo 3D medidas geométricas y dimensionales, anotaciones y etiquetas.
WorkXPlore también permite enviar archivos 3D de piezas y de conjuntos a los clientes, proveedores y otros departamentos de la empresa a través de una aplicación autónoma y muy compacta que puede transmitirse fácilmente como fichero .exe ejecutable. El receptor puede visualizar inmediatamente el modelo 3D recibido y trabajar con él, sin necesidad de instalar ningún programa adicional. WorkXPlore 3D es extremadamente rápido abriendo y procesando archivos 3D grandes e incluso grandes ensamblajes. Está disponible una versión gratuita y una versión de evaluación.